# Jocelyne (chanteuse)
Pour les articles homonymes, voir Jocelyne (homonymie) et Journo.
Jocelyne, née Jocelyne Esther Journo le 14 août 1951 à Tunis en Tunisie et morte le 25 juin 1972 à Bry-sur-Marne en France, est une chanteuse française qui s'inscrit dans le mouvement yéyé des années 1960.

## Biographie
Fille d'un dentiste de Tunis, Jocelyne a 3 ans lorsqu'elle chante pour la première fois en public au Belvédère. Sa famille s'installe en France à Champs-sur-Marne en 1958, date à laquelle sa sœur Patricia vient au monde. Elle est apparentée à la chanteuse Candice Kayne.
Sur un magnétophone Revox, Jocelyne fait un premier essai, en 1963. L'auteur-compositeur Mya Simille contacte Jean-Pierre Bourtayre de la maison de disques Polydor qui distribue déjà la chanteuse Brenda Lee en France et lui trouve ainsi un équivalent local,.
Le premier disque de Jocelyne sort en février 1964, alors qu'elle a 12 ans et demi. Elle donne son premier spectacle à l'Olympia à 13 ans,. On lui a demandé de rester, trois semaines encore en vedette anglaise.
Jocelyne est tout de suite remarquée pour son sens du rythme et une voix très particulière, « forte, bien timbrée, avec une nuance de jazz », qui n'est pas sans rappeler celle de Brenda Lee, chanteuse américaine de rock alors au sommet de sa gloire. La jeune fille est ainsi surnommée « la Brenda Lee française » par Salut les Copains (émission et revue très populaires à l’époque),.
Le vrai succès, elle le trouve en 1965 avec son deuxième disque qui sort en juin, et qui reprend justement deux tubes de Brenda Lee : Lonely Lonely Lonely Me (qui devient en français Le dimanche et le jeudi) et Heart In Hand (qui devient J'ai changé de pays).
Elle intéresse Walker Heyman, magnat du show business, ancien agent des Beatles, responsable du Carnegie Hall, qui a entendu la voix de la jeune fille à la radio puis sur disque. Il désire la produire mais Jocelyne est alors liée à un contrat avec Bruno Coquatrix et est trop jeune pour se produire sur les scènes américaines.
Elle se rend à New York avec sa mère et sa sœur mais les discussions n'aboutissent pas. Elle apparaît à la télévision américaine dans le populaire programme Hullabaloo de la NBC, diffusée en janvier 1965Janvier 12.
Cette époque marque sa transformation musicale et physique : elle abandonne son cartable, ses chaussettes et les danses frénétiques qui accompagnaient ses premières parutions pour adopter un autre look et des ballades au tempo plus calme comme la chanson originale Regarde-moi qui définit Jocelyne comme une femme, bien qu'elle n'ait que 14 ans.
Elle se rend à Londres pour enregistrer un disque, notamment le morceau Chaque fois que je rêve, une autre reprise de Brenda Lee. Puis elle quitte son label pour celui de Barclay.
Jocelyne figure sur la « photo du siècle » regroupant 46 vedettes françaises du « yéyé », en avril 1966.
En 1967, après avoir impressionné en France un assez large public, elle transporte sa carrière quelque temps au Canada où elle est prise en charge par les producteurs de disques Gilles L'Ecuyer et Ben Kaye ; ses interprétations sont alors plutôt à classer dans la variété,. L'hebdomadaire québécois Le Petit Journal parle de sa « voix extraordinaire... qui swingue comme une Noire américaine ». Elle séjourne au Canada jusqu'en 1971 où elle sort quelques singles sous le label Vedette.
Certaines de ses chansons sont traduites pour être vendues à l'étranger, notamment au Japon,.
Tandis qu'en France, on commence à l'oublier, elle est de retour en 1970 et tente un come back. Elle n'aura pas le temps de reconquérir le public car sa carrière se termine tragiquement par sa mort le 25 juin 1972 dans un accident de moto à Bry-sur-Marne.
Elle est inhumée dans le carré juif au cimetière parisien de Pantin dans la 210e division.
Elle venait juste d'enregistrer une version très originale de My Way (arrangée par Jean-Claude Vannier et produite par Michel Bernard) ainsi qu'une chanson d'Alain Bashung et Michel Bernard Qui la nuit. Ces deux titres feront l'objet d'un dernier disque 45 tours posthume — (1972 - SP Butterfly BS 018).
Un double CD de compilation de ses principaux titres est commercialisé dans la série « Salut les Copains » d'Universal Music, en 2015.

## Discographie
Sa carrière discographique en France comprend huit super 45 tours parus entre 1964 et 1966 et deux simples (à son retour du Québec), entre 1970 et 1972,.
Son unique album 33 tours intitulé simplement Jocelyne est sorti en janvier 1965. Il comprenait les titres suivants :
1. Les Garçons (adaptation de Boys de Lesley Gore), 1964
2. Le Ciel ne lui a rien donné
3. On prétend que j'ai pleuré
4. La la la la la (adaptation de La la la la la de Stevie Wonder)
5. Quelqu'un d'autre
6. Elle me l'a volé (adaptation de All cried out de Darlene Paul)
7. Exodus
8. Nitty Gritty (adaptation de Shirley Ellis), 1965
9. Le Dimanche et le jeudi (adaptation de Lonely lonely me de Brenda Lee), 1964
10. J'avais un grand ami
11. À la fin tu gagneras (écrit par Mort Shuman)
12. J'ai changé de pays (adaptation de Heart in hand de Jackie DeShannon)

Une réédition CD de l'intégrale de ses enregistrements de 1964 à 1966 (32 titres en deux CD) a été publiée en janvier 2002 (collection « Twistin The Rock », Vol. 19).
- Contenu CD 1[4] :

1. Il a tout pour lui (adaptation de Fine, fine boy de Darlene Love)
2. Je suis seule
3. La vie c'est bon
4. Non plus comme avant
5. Le dimanche et le jeudi
6. J'ai changé de pays
7. Il sera à moi
8. Pourquoi ?
9. Les garçons
10. Où serons-nous demain ?
11. La la la la la
12. Oui j'ai peur (adaptation de Is it true de Brenda Lee)
13. Nitty gritty
14. Exodus
15. On prétend que j'ai pleuré
16. Le ciel ne lui a rien donné

- Contenu CD 2[4] :

1. Quelqu'un d'autre
2. Elle me l'a volé
3. J'avais un grand ami
4. À la fin tu gagneras
5. Chaque fois que je rêve (adaptation de Thanks a lot par Brenda Lee)
6. Oui je crois à la vie
7. Tu n'as pas de cœur
8. C'est le moment
9. Regarde-moi
10. Mais ça valait la peine
11. Moi je veux croire à l'amour (adaptation d'un tube de Rita Pavone)
12. Et je t'ai vu
13. Chantons plus fort
14. J'ai oublié (adaptation de I can't hear you no more de Betty Everett)
15. Reviendra-t-il encore (adaptation de Will you love me tomorrow des Shirelles)
16. Allez pleurer sans moi